# Ногейра-да-Монтанья
Ногейра-да-Монтанья (порт. Nogueira da Montanha)  —  район (фрегезия) в Португалии,  входит в округ Вила-Реал. Является составной частью муниципалитета  Шавеш. По старому административному делению входил в провинцию Траз-уж-Монтиш и Алту-Дору. Входит в экономико-статистический  субрегион Алту-Траз-уш-Монтеш, который входит в Северный регион. Население составляет 693 человека на 2001 год. Занимает площадь 16,92 км².